# 大平町 (郡山市)
大平町（おおだいらまち）は、福島県郡山市の大字である。郵便番号は963-8817。

## 地理
郡山市役所本庁所管の行政区である旧郡山地区に属する。北で横川町、蒲倉町、北東から東にかけて緑ケ丘西、南で中田町赤沼、南西で田村町下行合、北西で上野山とそれぞれ隣接する。概ね市町村制施行以前の田村郡大平村の流れを汲む地域である。一級水系阿武隈川水系大滝根川下流域の一角を主な範囲とする。なだらかな丘陵地が広がり、田畑が切り開かれ集落が点在する。大滝根川と右岸支流の大平川の合流点付近に字大平の中心集落が位置する。芳賀に所在する郡山警察署芳賀交番、および堂前町に所在する郡山消防署本署がそれぞれ管轄にあたる。

### 主な字
字
- 大平
- 簓田
- 広田
- 平
- 向川原

- 御前田
- 後田
- 御前川原
- 中道
- 前田

### 河川・湖沼
一級水系阿武隈川水系
- 大滝根川
  - 谷田川
  - 大平川
    - 南川

  - 西平川

## 歴史
- 1879年1月27日 -福島県内における郡区町村制の施行により、旧守山藩領大平村が田村郡の村となる。
- 1889年4月1日 - 町村制の施行により大平村が周辺6村と合併し田村郡高瀬村が発足する。旧大平村域は高瀬村の大字となる。
- 1955年1月1日 - 大字下行合の一部と共に高瀬村から郡山市に編入され、郡山市の大字となる。

## 世帯数と人口
2024年1月1日現在の世帯数と人口は以下の通りである。
| 大字   | 世帯数  | 人口  |
| ------ | ------- | ----- |
| 大平町 | 272世帯 | 711人 |

## 小・中学校の学区
市立小・中学校に通う場合、学区は以下の通りとなる。
| 番地                                                                                      | 小学校             | 中学校                 |
| ----------------------------------------------------------------------------------------- | ------------------ | ---------------------- |
| 大平、向川原、平、 中道33・74・78番地・86番地の3、 後田36番地の1・96番地の58・101番地の16 | 郡山市立芳賀小学校 | 郡山市立緑ケ丘中学校   |
| 上記を除く全域                                                                            | 郡山市立芳賀小学校 | 郡山市立郡山第四中学校 |

## 交通

### 道路
- 福島県道73号二本松金屋線
- 福島県道297号斎藤下行合線

## 施設等
- 大平城跡
- 玉雲寺
- 山津見神社